# Le Démon de la vitesse
Pour plus de détails, voir Fiche technique et Distribution.
Le Démon de la vitesse (titre original : The Roaring Road) est un film américain réalisé par James Cruze et sorti en 1919. La séquence de course a été réalisée par Frank Urson.
Le film a été un succès et a eu une suite, Excuse My Dust réalisé par Sam Wood et sorti en 1920.

## Synopsis
"Toodles" Walden, un vendeur d'automobiles qui travaille pour le vieux vendeur, JD Ward, a des ambitions sportives et est amoureux de la fille de Ward, Dorothy. Le vieil homme ne veut pas la lui donner avant cinq ans. Ward est désespéré lorsque trois voitures de course sont endommagées dans un accident de train.

## Fiche technique
- Titre original : The Roaring Road
- Réalisation : James Cruze
- Assistant réalisateur : James Barranger
- Scénario : Marion Fairfax d'après Byron Morgan
- Producteurs : Adolph Zukor, Jesse L. Lasky
- Photographie : Frank Urson
- Distributeur : Paramount Pictures
- Durée : 5 bobines[2]
- Date de sortie : 
  - États-Unis : 27 avril 1919

## Distribution

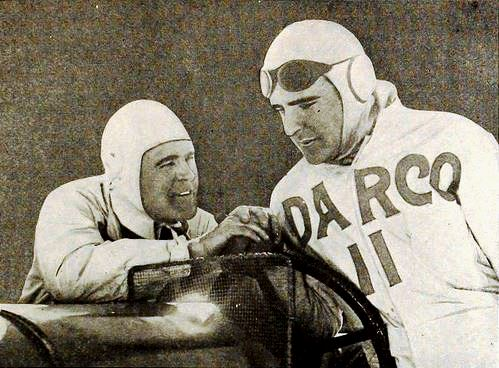
Guy Oliver et Wallace Reid dans une scène du film.

- Wallace Reid : Walter Thomas "Toodles" Waldron
- Ann Little : Dorothy Ward
- Theodore Roberts : J. D. Ward
- Guy Oliver : Tom Darby
- Clarence Geldart : Fred Wheeler
- Larry Steers et Teddy Tetzlaff non crédités.